# Alfred Letellier
Pour les articles homonymes, voir Letellier.
Alfred Ferdinand Severe Letellier est un homme politique français né le 17 mars 1838 à Alger (Algérie) et mort le 7 juillet 1910 dans la même ville.

## Biographie
Étudiant en droit à Paris, il est le secrétaire d'Adolphe Crémieux. Revenu à Alger, il y fonde le journal des colons et le bulletin judiciaire de l'Algérie. Conseiller général, il est député de l'Algérie française de 1881 à 1893, inscrit au groupe de l'Union républicaine puis à la Gauche radicale. Il est l'arrière-grand-père de Guy Bedos.

## Sources
- « Alfred Letellier », dans Adolphe Robert et Gaston Cougny, Dictionnaire des parlementaires français, Edgar Bourloton, 1889-1891 [détail de l’édition]
- Jean Jolly (dir.), Dictionnaire des parlementaires français, Presses universitaires de France
- Acte de Naissance  N° 107 vue 190
- Dictionnaire Universel des Contemporains